# Bengel
Bengel là một đô thị ở huyện Bernkastel-Wittlich, trong bang Rheinland-Pfalz, Đô thị Bengel có diện tích 27,49 km², dân số thời điểm ngày 31 tháng 12 năm 2006 là 901 người.